# إيغر
إيغر مدينة مجرية تقع شمال شرق البلاد في مقاطعة هفش. وتتمتع هذه مدينة بحقوق مقاطعة ضمن حدودها. تجاوز عدد سكانها 58 ألف نسمة حسب إحصاء سنة 2006.
تشتهر المدينة بنبيذها الملقب دم الثور وكذا بمعالمها الأثرية مثل المنارة العثمانية وقصرها المحصن من القرون الوسطى وكاتدرائيتها الثانية في المجر من حيث الضخامة.

## التوأمة
- تشيبوكساري، روسيا.
- Esslingen، ألمانيا.
- غينسفيل، الولايات المتحدة.
- Gheorgheni، رومانيا.
- كوتنا هورا، التشيك.
- ماكون، فرنسا.
- باموق قلعة، تركيا.
- بوري (فنلندا)، فنلندا.
- برزيميسل، بولندا.
- Sarzana، إيطاليا.

## معرض الصور

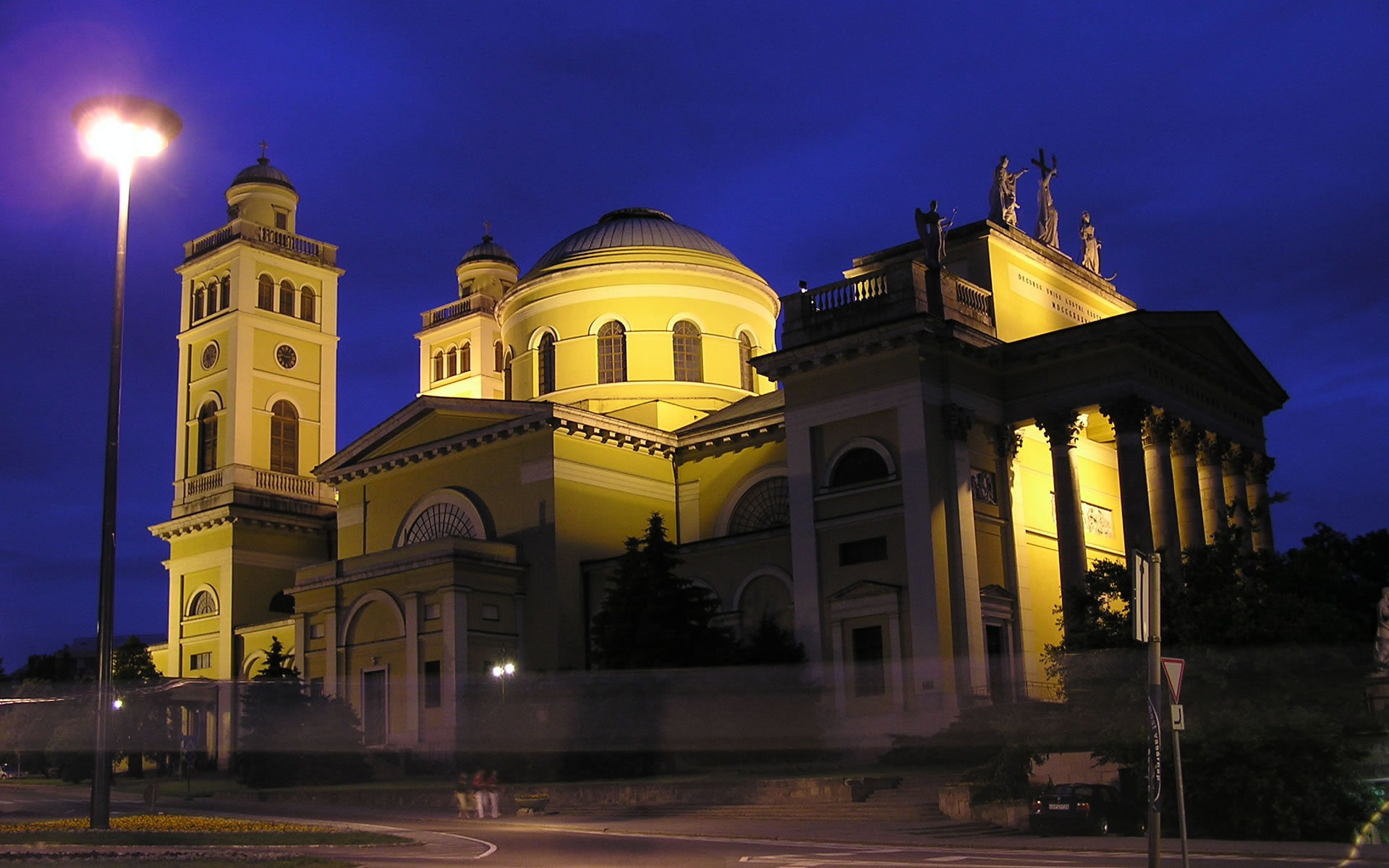
الكاتدرائية ليلا
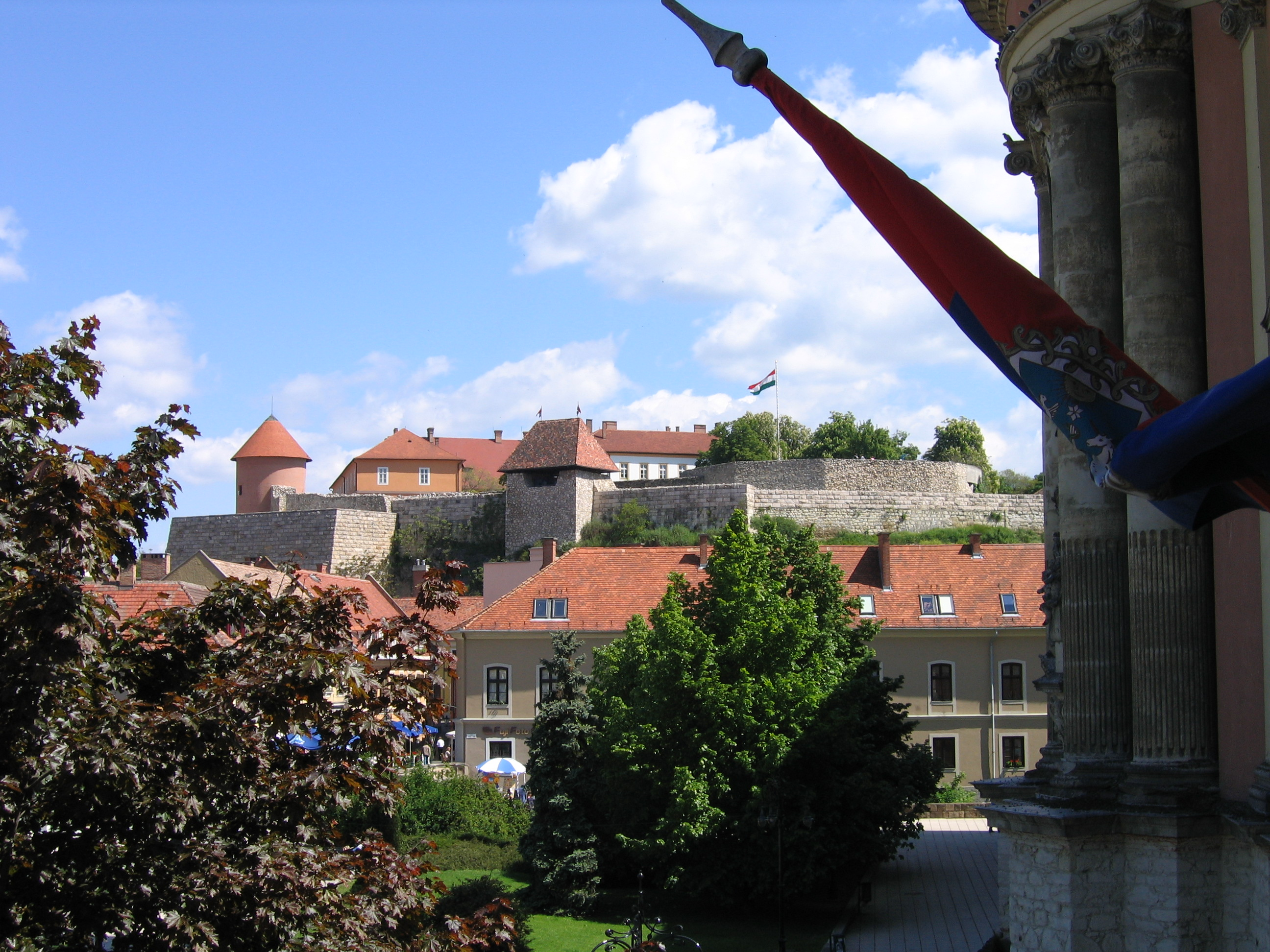
القصر المحصن
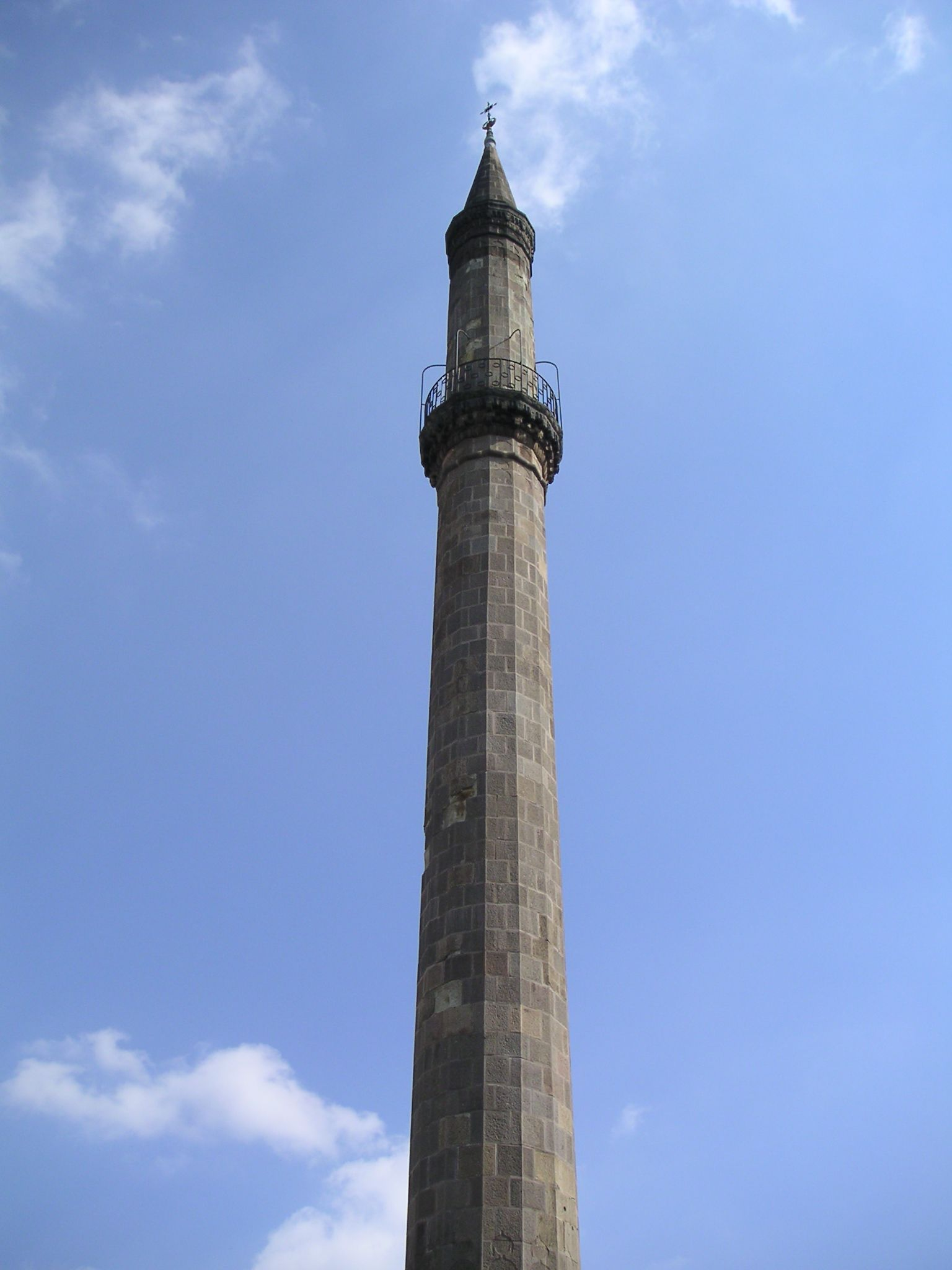
المنارة

## أعلام
- غابور سيلاجي
- بيتر فورجاكس
- لاسلو ديك
- فيرينك ألبرت
- إمريك ملك المجر
- بيتر أكس
- أتيلا كاتونا